# آتش‌سوزی‌های تگزاس ۲۰۲۲

نظارت بر خشکسالی تگزاس در ۱۷ مه ۲۰۲۲

آتش‌سوزی‌های تگزاس ۲۰۲۲ مجموعه‌ای از آتش‌سوزی‌های جنگلی در تگزاس در سال ۲۰۲۲ است.
طبق سرویس جنگل A&M تگزاس در مجموع ۲۱۰۰۴۵ هکتار در آتش‌سوزی‌های جنگلی تگزاس در سال ۲۰۲۲ سوخته‌است که بزرگترین آتش‌سوزی مربوط به آتش سوزی مجتمع ایست‌لند است.

## دورنمای اولیه

### خطر آتش سوزی فصلی
هشدارهای بالا در ماه مارس سال گنجانده شده‌است و تخمین زده می‌شود که تگزاس جنوبی و تگزاس مرکزی در این فصل آتش سوزی به شدت تحت تأثیر قرار خواهند گرفت
در ۱۷ مارس ۲۰۲۲، یک مجموعه آتش سوزی در اطراف ۳ کیلومتر (۰ مایل) جنوب شرقی رامنی تشکیل شد.
ادعا می‌شد که با شرایط خشکسالی آغاز شده و اکنون ۹۰ درصد مهار شده‌است. بزرگترین آتش سوزی تاکنون آتش سوزی کید است که حدود ۴۲۳۳۳ هکتار را سوزانده‌است.
دود ناشی از آتش سوزی تا هیوستون رسید.

#### مجتمع کریتنبرگ
آتش سوزی سریع در نزدیکی فورت هود که حدود ۳۳۰۰۰ هکتار را می‌سوزاند و ۵۵ درصد آن مهار شده‌است.

##### آتش بورگا
Bodega Fire بزرگترین آتش سوزی تگزاس از زمان Iron Mountain Fire در می ۲۰۱۱ است و در حال حاضر، ۶۰۰۰۰ هکتار سوخته و ۲۰٪ مهار شده‌است.

## لیست آتش سوزی‌های جنگلی و آتش سوزی‌های تجویز شده
فهرست زیر فهرستی از آتش‌سوزی‌هایی است که بیش از ۱۰۰۰ هکتار (۴۰۰ هکتار) را سوزانده، خسارت‌های ساختاری یا تلفات قابل‌توجهی ایجاد کرده‌است، یا به‌طور دیگری قابل توجه بوده‌است.
| نام                                        | شهرستان | هکتار | تاریخ شروع   | تاریخ مهار   | یادداشت      |  |
| ------------------------------------------ | ------- | ----- | ------------ | ------------ | ------------ |  |
| آتش‌سوزی‌های تجویز شده دریاچه رایت پتمن ۲۰۲۲ | براون   | 2092  | ۲ فوریه ۲۰۲۲ | ۳ فوریه ۲۰۲۲ | ۳ فوریه ۲۰۲۲ |  |